# Mimoclystia cecchii
Mimoclystia cecchii är en fjärilsart som beskrevs av Charles Oberthür 1883. Mimoclystia cecchii ingår i släktet Mimoclystia och familjen mätare. Inga underarter finns listade i Catalogue of Life.